# Коулвілл (Юта)
Коулвілл (англ. Coalville) — місто (англ. city) в США, в окрузі Самміт штату Юта. Населення — 1486 осіб (2020).

## Географія
Коулвілл розташований за координатами 40°54′59″ пн. ш. 111°23′37″ зх. д. / 40.91639° пн. ш. 111.39361° зх. д. (40.916390, -111.393551).  За даними Бюро перепису населення США в 2010 році місто мало площу 9,49 км², з яких 8,41 км² — суходіл та 1,08 км² — водойми.

### Клімат
| Клімат : Коулвілл                                        | Клімат : Коулвілл | Клімат : Коулвілл | Клімат : Коулвілл | Клімат : Коулвілл | Клімат : Коулвілл | Клімат : Коулвілл | Клімат : Коулвілл | Клімат : Коулвілл | Клімат : Коулвілл | Клімат : Коулвілл | Клімат : Коулвілл | Клімат : Коулвілл | Клімат : Коулвілл |
| Показник                                                 | Січ.              | Лют.              | Бер.              | Квіт.             | Трав.             | Черв.             | Лип.              | Серп.             | Вер.              | Жовт.             | Лист.             | Груд.             | Рік               |
| Абсолютний максимум, °C                                  | 15,6              | 20,0              | 24,4              | 28,9              | 32,8              | 37,2              | 37,8              | 37,8              | 35,0              | 30,0              | 25,0              | 18,3              | 37,8              |
| Середній максимум, °C                                    | 2,2               | 5,4               | 10,3              | 15,1              | 20,6              | 26,1              | 30,0              | 29,1              | 24,5              | 18,1              | 8,9               | 2,9               | 16,1              |
| Середній мінімум, °C                                     | −11,6             | −9,8              | −5,3              | −2,5              | 1,3               | 4,6               | 7,7               | 6,8               | 2,5               | −2,6              | −6,8              | −11,1             | −2,2              |
| Абсолютний мінімум, °C                                   | −34,4             | −36,1             | −28,9             | −12,2             | −9,4              | −3,3              | −0,6              | −4,4              | −10               | −15               | −27,2             | −32,8             | −36,1             |
| Норма опадів, мм                                         | 33                | 27                | 41                | 47                | 51                | 29                | 25                | 27                | 35                | 41                | 41                | 29                | 426               |
| Днів з опадами                                           | 9,9               | 8,6               | 10,4              | 9,5               | 10,5              | 5,8               | 6,4               | 6,7               | 7,0               | 7,1               | 8,8               | 8,4               | 99,1              |
| Днів зі снігом                                           | 5,0               | 4,3               | 3,7               | 1,7               | 0,5               | 0                 | 0                 | 0                 | 0,1               | 0,6               | 3,0               | 4,1               | 23,0              |
| -------------------------------------------------------- | ----------------- | ----------------- | ----------------- | ----------------- | ----------------- | ----------------- | ----------------- | ----------------- | ----------------- | ----------------- | ----------------- | ----------------- | ----------------- |
| Джерело: National Oceanic and Atmospheric Administration |                   |                   |                   |                   |                   |                   |                   |                   |                   |                   |                   |                   |                   |

## Демографія
Згідно з переписом 2010 року, у місті мешкали 1363 особи в 453 домогосподарствах у складі 345 родин. Густота населення становила 144 особи/км².  Було 505 помешкань (53/км²).
Расовий склад населення:
| - 82,9 % — білих - 1,1 % — корінних американців - 0,4 % — вихідців з тихоокеанських островів - 0,3 % — азіатів - 0,1 % — чорних або афроамериканців - 14,5 % — осіб інших рас |

До двох чи більше рас належало 0,7 %. Частка іспаномовних становила 16,9 % від усіх жителів.
За віковим діапазоном населення розподілялося таким чином: 31,5 % — особи молодші 18 років, 58,4 % — особи у віці 18—64 років, 10,1 % — особи у віці 65 років та старші. Медіана віку мешканця становила 31,1 року. На 100 осіб жіночої статі у місті припадало 102,8 чоловіків;  на 100 жінок у віці від 18 років та старших — 101,9 чоловіків також старших 18 років.
Середній дохід на одне домашнє господарство  становив 64 590 доларів США (медіана — 59 309), а середній дохід на одну сім'ю — 67 798 доларів (медіана — 61 250). Медіана доходів становила 49 097 доларів для чоловіків та 32 115 доларів для жінок. За межею бідності перебувало 4,9 % осіб, у тому числі 8,4 % дітей у віці до 18 років та 3,5 % осіб у віці 65 років та старших.
Цивільне працевлаштоване населення становило 743 особи. Основні галузі зайнятості: мистецтво, розваги та відпочинок — 18,4 %, освіта, охорона здоров'я та соціальна допомога — 17,8 %, роздрібна торгівля — 17,2 %.